# Katarzyna Lewińska
Katarzyna Lewińska (...) è una costumista polacca, vincitrice di un European Film Award per i migliori costumi per Pokot.

## Filmografia parziale

### Cinema
- Viaggio nella vertigine (Within the Whirlwind), regia di Marleen Gorris (2009)
- In Darkness (W ciemności), regia di Agnieszka Holland (2011)
- Elles, regia di Małgorzata Szumowska (2011)
- W imię..., regia di Małgorzata Szumowska (2013)
- Ciało, regia di Małgorzata Szumowska (2015)
- The Lure (Córki dancingu), regia di Agnieszka Smoczyńska (2015)
- Agnus Dei (Les Innocentes), regia di Anne Fontaine (2016)
- Il ritratto negato (Powidoki), regia di Andrzej Wajda (2016)
- Pokot, regia di Agnieszka Holland (2017)
- Un'altra vita - Mug (Twarz), regia di Małgorzata Szumowska (2018)
- The Other Lamb, regia di Małgorzata Szumowska (2019)
- Non cadrà più la neve (Śniegu już nigdy nie będzie), regia di Małgorzata Szumowska e Michał Englert (2020)
- Infinite Storm, regia di Małgorzata Szumowska e Michał Englert (2022)
- EO, regia di Jerzy Skolimowski (2022)
- The Silent Twins, regia di Agnieszka Smoczyńska (2022)
- Green Border (Zielona granica), regia di Agnieszka Holland (2023)
- Joika - A un passo dal sogno (Joika), regia di James Napier Robertson (2023)

### Televisione
- 1983 – serie TV, 8 episodi (2018)
- Estate di morte (W głębi lasu) – miniserie TV, 6 puntate (2020)
- I mostri di Cracovia (Krakowskie potwory) – serie TV, 8 episodi (2022)

## Riconoscimenti
- European Film Award
  - 2018 - Migliori costumi per Pokot
- Polskie Nagrody Filmowe
  - 2009 - Candidatura ai migliori costumi per Boisko bezdomnych
  - 2012 - Candidatura ai migliori costumi per In Darkness
  - 2018 - Candidatura ai migliori costumi per Il ritratto negato
  - 2021 - Candidatura ai migliori costumi per Non cadrà più la neve